# オライオン (戦列艦)
オライオン（HMS Orion）はウィリアム・ベートリー設計のカナダ級74門3等戦列艦。1787年6月1日にデットフォードで進水した。
オライオンは、優秀な歴代艦長に指揮され、フランス革命戦争からナポレオン戦争にかけての主要な海戦すべてに参加した。

## 戦歴
1794年、ジョン・トーマス・ダックワース艦長の指揮下、「栄光の6月1日」の海戦に参加した。
1795年初め、ジェームズ・ソマレズが艦長として着任した。ソマレズの指揮下、オライオンは6月22日にロリアン沖で行われたグロワ島の海戦に参加し、フランス艦隊を破った。
1797年初めには地中海艦隊に加わり、2月14日のサン・ビセンテ岬の海戦で活躍した。その3月から翌1798年4月までカディス軍港の封鎖任務に従事したあと、ホレーショ・ネルソン少将指揮下の小戦隊の一員として地中海へ派遣された。その8月、ネルソンは長い捜索ののちフランス艦隊を補足し、ナイルの海戦でこれを壊滅させたが、その戦いでソマレズ艦長は負傷した。
7年後の1805年10月、エドワード・コドリントン艦長の指揮下にあったオライオンはトラファルガーの海戦に参加し、僚艦エイジャックスとともにフランスの74門艦アントレピードを降伏させた。
オライオンは1814年に解体された。

## 参照
1. 1 2 3  Lavery, Ships of the Line vol.1, p181.